# Tsiolkovski (cráter)
El cráter Tsiolkovski (del ruso: 'Циолковский') es un gran cráter de impacto localizado en la cara oculta de la Luna, y más concretamente en el hemisferio sur, al oeste del cráter Gagarin, al noroeste del Milne, justo al norte del Waterman y al noreste del Neujmin. Fue visto por primera vez en el año 1959, gracias a las fotografías de la sonda soviética Luna 3, y recibe su nombre en honor del físico ruso Konstantín Tsiolkovski. 
Es uno de los rasgos más destacables de su hemisferio lunar. Posee altos muros interiores en terraza y un pico central bien formado. El suelo es poco común para un cráter del lado oculto de la Luna, pues está cubierto por oscura lava basáltica, más típica de los mares de la cara visible de la Luna. La distribución de los materiales del suelo del cráter no es simétrica, sino que está más concentrado en el este y en el sur, debido a que la lava no llegó a inundar la totalidad del cráter. Presenta también una bahía saliente de un material más oscuro que alcanza la pared nornoroeste.
El astronauta de la misión Apolo 17 Harrison "Jack" Schmitt y otros científicos (Schmitt fue el único científico —un geólogo— que pisó la Luna) postularon y defendieron el cráter Tsiolkovski como lugar de alunizaje del Apolo 17 y/o de otras misiones lunares posteriores, que sin embargo serían todas canceladas. La NASA vetó la idea, calificándola de demasiado peligrosa, así que finalmente el Apolo 17 alunizó en el valle de Taurus-Littrow (junto a los Montes Taurus y el Cráter Littrow, en la frontera entre el Mare Tranquillitatis y el Mare Serenitatis), el 11 de diciembre de 1972. 

## Vistas

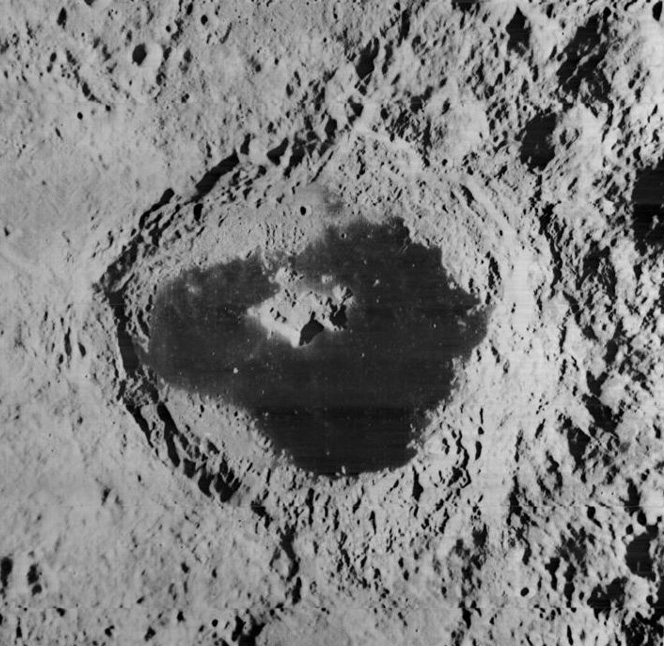
Imagen de la misión Lunar Orbiter 1
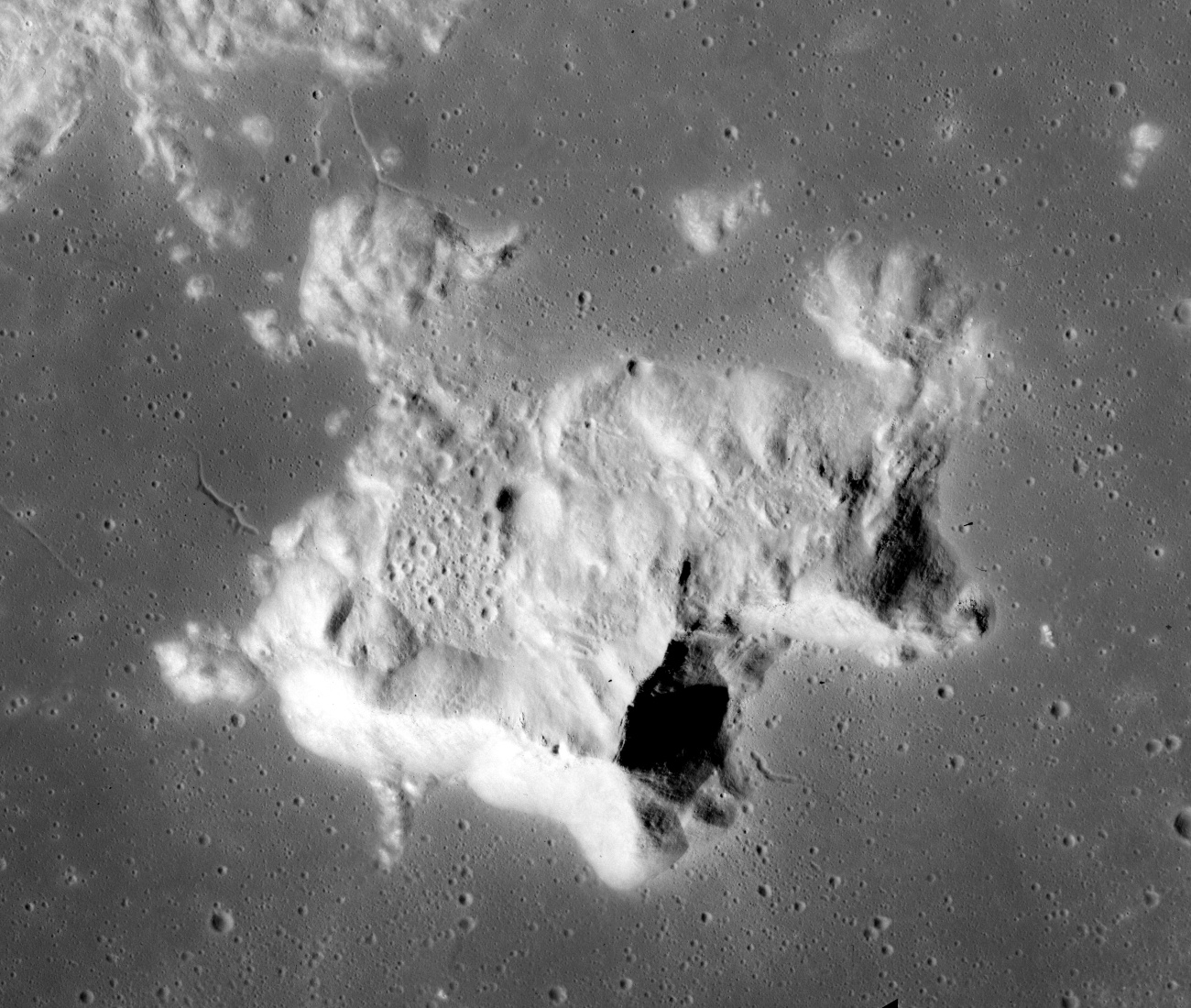
Pico central. Imagen Apolo 15
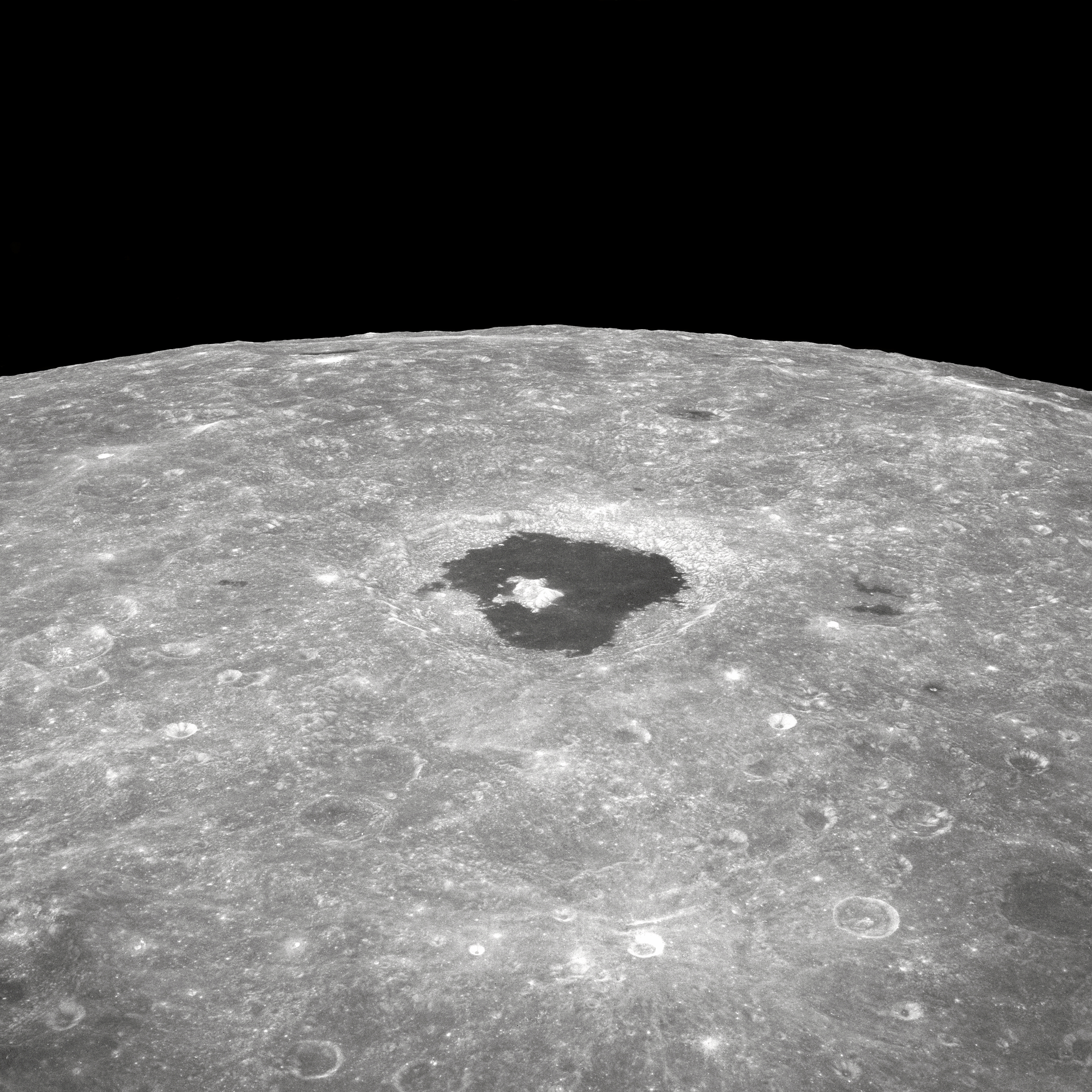
Imagen Apolo 8
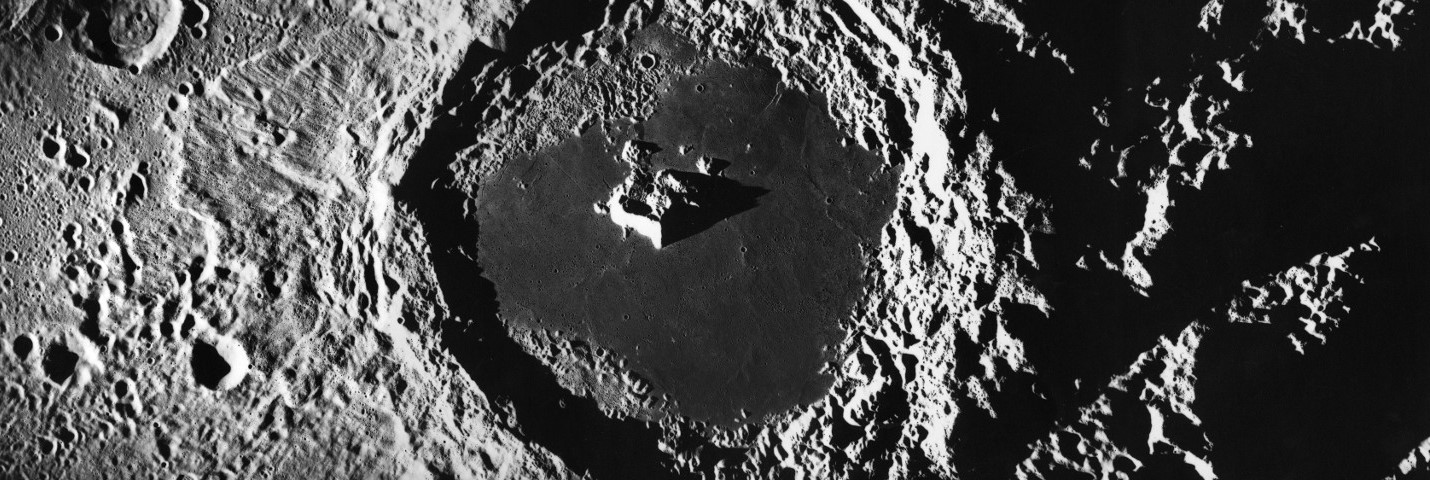
Mosaico de imágenes al paso del terminador (Apolo 17)

## Cráteres satélite

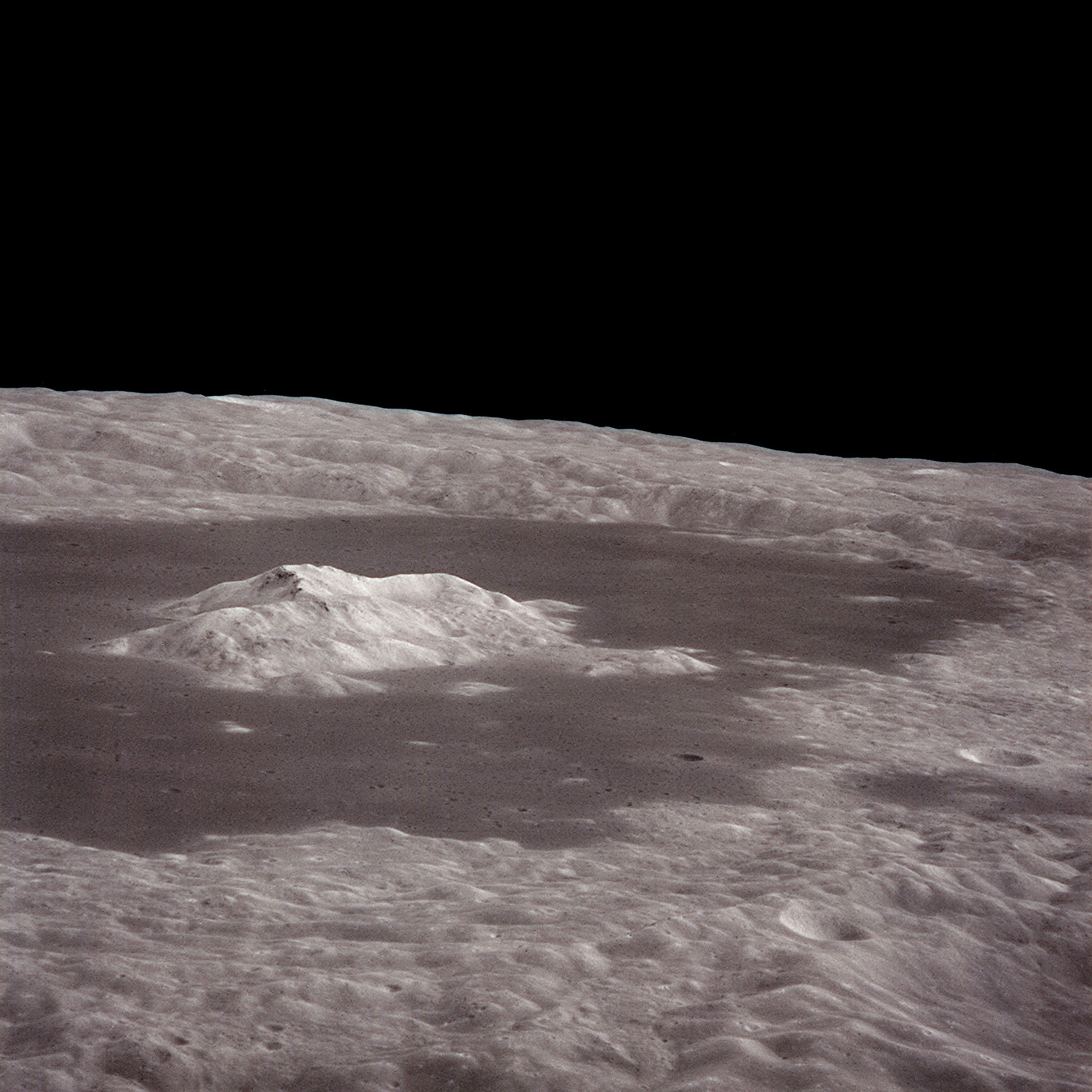
Pico central. Fotografía de la misión Apolo 15

Por convención estos elementos son identificados en los mapas lunares poniendo la letra en el lado del punto medio del cráter que está más cercano a Tsiolkovskiy.
|              | \| Tsiolkovskiy \| Coordenadas \| Diámetro \| \| ------------ \| ------------------------------- \| -------- \| \| W \| 16°00′S 126°54′E / -16.0, 126.9 \| 13 km \| \| X \| 14°42′S 126°30′E / -14.7, 126.5 \| 12 km \| |          |
| Tsiolkovskiy | Coordenadas | Diámetro |
| W            | 16°00′S 126°54′E / -16.0, 126.9 | 13 km    |
| X            | 14°42′S 126°30′E / -14.7, 126.5 | 12 km    |